# Eleições legislativas portuguesas de 1979 nos Açores
| Eleições legislativas portuguesas de 1979 Distritos: Aveiro \| Beja \| Braga \| Bragança \| Castelo Branco \| Coimbra \| Évora \| Faro \| Guarda \| Leiria \| Lisboa \| Portalegre \| Porto \| Santarém \| Setúbal \| Viana do Castelo \| Vila Real \| Viseu \| Açores \| Madeira \| Estrangeiro |

## Resultados por Concelho
Os resultados nos concelhos da Região Autónoma dos Açores foram os seguintes:

### Angra do Heroísmo
| Partido                 | Partido                   | Votos  | %               | +/-  |
| ----------------------- | ------------------------- | ------ | --------------- | ---- |
|                         | Partido Social Democrata  | 9 208  | 45,00 / 100,00  | 2,81 |
|                         | Partido Socialista        | 7 679  | 37,53 / 100,00  | 0,01 |
|                         | Centro Democrático Social | 1 387  | 6,78 / 100,00   | 1,21 |
|                         | Aliança Povo Unido        | 677    | 3,31 / 100,00   | 1,43 |
|                         | União Democrática Popular | 500    | 2,44 / 100,00   | -    |
|                         | Outros                    | 287    | 1,40 / 100,00   |      |
| Votos Inválidos         | Votos Inválidos           | 723    | 3,54 / 100,00   | 1,05 |
| Total                   | Total                     | 20 461 | 100,00 / 100,00 |      |
| Eleitorado/Participação | Eleitorado/Participação   | 24 251 | 84,37 / 100,00  | 4,39 |

### Calheta
| Partido                 | Partido                   | Votos | %               | +/-   |
| ----------------------- | ------------------------- | ----- | --------------- | ----- |
|                         | Partido Social Democrata  | 1 965 | 75,96 / 100,00  | 14,52 |
|                         | Centro Democrático Social | 410   | 15,85 / 100,00  | 15,50 |
|                         | Partido Socialista        | 111   | 4,29 / 100,00   | 0,41  |
|                         | Outros                    | 40    | 1,55 / 100,00   |       |
| Votos Inválidos         | Votos Inválidos           | 61    | 2,35 / 100,00   | 1,28  |
| Total                   | Total                     | 2 587 | 100,00 / 100,00 |       |
| Eleitorado/Participação | Eleitorado/Participação   | 3 140 | 82,39 / 100,00  | 5,10  |

### Corvo
| Partido                 | Partido                   | Votos | %               | +/-   |
| ----------------------- | ------------------------- | ----- | --------------- | ----- |
|                         | Partido Social Democrata  | 141   | 59,24 / 100,00  | 10,16 |
|                         | Partido Socialista        | 85    | 35,71 / 100,00  | 11,91 |
|                         | Centro Democrático Social | 5     | 2,10 / 100,00   | 0,63  |
|                         | Outros                    | 3     | 1,26 / 100,00   |       |
| Votos Inválidos         | Votos Inválidos           | 4     | 1,68 / 100,00   | 0,58  |
| Total                   | Total                     | 238   | 100,00 / 100,00 |       |
| Eleitorado/Participação | Eleitorado/Participação   | 294   | 80,95 / 100,00  | 7,40  |

### Horta
| Partido                 | Partido                   | Votos  | %               | +/-  |
| ----------------------- | ------------------------- | ------ | --------------- | ---- |
|                         | Partido Social Democrata  | 5 086  | 56,15 / 100,00  | 1,65 |
|                         | Partido Socialista        | 2 634  | 29,08 / 100,00  | 4,31 |
|                         | Aliança Povo Unido        | 447    | 4,93 / 100,00   | 3,26 |
|                         | Centro Democrático Social | 433    | 4,78 / 100,00   | 0,34 |
|                         | União Democrática Popular | 132    | 1,46 / 100,00   | -    |
|                         | Outros                    | 119    | 1,31 / 100,00   |      |
| Votos Inválidos         | Votos Inválidos           | 207    | 2,29 / 100,00   | 0,31 |
| Total                   | Total                     | 9 058  | 100,00 / 100,00 |      |
| Eleitorado/Participação | Eleitorado/Participação   | 10 712 | 84,56 / 100,00  | 1,64 |

### Lagoa
| Partido                 | Partido                           | Votos | %               | +/-   |
| ----------------------- | --------------------------------- | ----- | --------------- | ----- |
|                         | Partido Social Democrata          | 2 806 | 47,56 / 100,00  | 18,93 |
|                         | Partido Socialista                | 1 975 | 33,47 / 100,00  | 10,02 |
|                         | Centro Democrático Social         | 249   | 4,22 / 100,00   | 17,32 |
|                         | Aliança Povo Unido                | 188   | 3,19 / 100,00   | 1,81  |
|                         | União Democrática Popular         | 109   | 1,85 / 100,00   | -     |
|                         | PCTP/MRPP                         | 101   | 1,71 / 100,00   | 1,10  |
|                         | Partido Socialista Revolucionário | 64    | 1,08 / 100,00   | -     |
| Votos Inválidos         | Votos Inválidos                   | 408   | 6,92 / 100,00   | 4,21  |
| Total                   | Total                             | 5 900 | 100,00 / 100,00 |       |
| Eleitorado/Participação | Eleitorado/Participação           | 6 940 | 85,01 / 100,00  | 7,59  |

### Lajes das Flores
| Partido                 | Partido                   | Votos | %               | +/-  |
| ----------------------- | ------------------------- | ----- | --------------- | ---- |
|                         | Partido Social Democrata  | 500   | 46,30 / 100,00  | 5,77 |
|                         | Partido Socialista        | 401   | 37,13 / 100,00  | 0,33 |
|                         | Aliança Povo Unido        | 62    | 5,74 / 100,00   | 2,98 |
|                         | Centro Democrático Social | 46    | 4,26 / 100,00   | 2,55 |
|                         | União Democrática Popular | 15    | 1,39 / 100,00   | -    |
|                         | Outros                    | 15    | 1,39 / 100,00   |      |
| Votos Inválidos         | Votos Inválidos           | 41    | 3,80 / 100,00   | 2,70 |
| Total                   | Total                     | 1 080 | 100,00 / 100,00 |      |
| Eleitorado/Participação | Eleitorado/Participação   | 1 394 | 77,47 / 100,00  | 3,22 |

### Lajes do Pico
| Partido                 | Partido                   | Votos | %               | +/-  |
| ----------------------- | ------------------------- | ----- | --------------- | ---- |
|                         | Partido Social Democrata  | 1 569 | 46,89 / 100,00  | 4,65 |
|                         | Partido Socialista        | 1 441 | 43,07 / 100,00  | 0,57 |
|                         | Centro Democrático Social | 173   | 5,17 / 100,00   | 3,79 |
|                         | Aliança Povo Unido        | 59    | 1,76 / 100,00   | 0,85 |
|                         | Outros                    | 47    | 1,41 / 100,00   |      |
| Votos Inválidos         | Votos Inválidos           | 57    | 1,71 / 100,00   | 0,58 |
| Total                   | Total                     | 3 346 | 100,00 / 100,00 |      |
| Eleitorado/Participação | Eleitorado/Participação   | 4 163 | 80,37 / 100,00  | 2,24 |

### Madalena
| Partido                 | Partido                   | Votos | %               | +/-  |
| ----------------------- | ------------------------- | ----- | --------------- | ---- |
|                         | Partido Social Democrata  | 2 255 | 62,40 / 100,00  | 1,13 |
|                         | Partido Socialista        | 1 019 | 28,20 / 100,00  | 1,41 |
|                         | Aliança Povo Unido        | 113   | 3,13 / 100,00   | 1,17 |
|                         | Centro Democrático Social | 76    | 2,10 / 100,00   | 1,43 |
|                         | Outros                    | 56    | 1,55 / 100,00   |      |
| Votos Inválidos         | Votos Inválidos           | 95    | 2,62 / 100,00   | 0,52 |
| Total                   | Total                     | 3 614 | 100,00 / 100,00 |      |
| Eleitorado/Participação | Eleitorado/Participação   | 4 192 | 86,21 / 100,00  | 3,84 |

### Nordeste
| Partido                 | Partido                           | Votos | %               | +/-  |
| ----------------------- | --------------------------------- | ----- | --------------- | ---- |
|                         | Partido Social Democrata          | 2 264 | 59,70 / 100,00  | 6,43 |
|                         | Partido Socialista                | 1 013 | 26,71 / 100,00  | 5,79 |
|                         | Centro Democrático Social         | 179   | 4,72 / 100,00   | 4,12 |
|                         | Aliança Povo Unido                | 59    | 1,56 / 100,00   | 0,80 |
|                         | Partido Socialista Revolucionário | 39    | 1,03 / 100,00   | -    |
|                         | Outros                            | 64    | 1,69 / 100,00   |      |
| Votos Inválidos         | Votos Inválidos                   | 174   | 4,59 / 100,00   | 2,66 |
| Total                   | Total                             | 3 792 | 100,00 / 100,00 |      |
| Eleitorado/Participação | Eleitorado/Participação           | 4 359 | 86,99 / 100,00  | 2,52 |

### Ponta Delgada
| Partido                 | Partido                           | Votos  | %               | +/-   |
| ----------------------- | --------------------------------- | ------ | --------------- | ----- |
|                         | Partido Social Democrata          | 16 132 | 52,05 / 100,00  | 12,29 |
|                         | Partido Socialista                | 8 537  | 27,54 / 100,00  | 13,03 |
|                         | Centro Democrático Social         | 2 078  | 6,70 / 100,00   | 6,05  |
|                         | Aliança Povo Unido                | 1 317  | 4,25 / 100,00   | 2,41  |
|                         | União Democrática Popular         | 651    | 2,10 / 100,00   | -     |
|                         | PCTP/MRPP                         | 599    | 1,93 / 100,00   | 1,10  |
|                         | Partido Socialista Revolucionário | 327    | 1,05 / 100,00   | -     |
| Votos Inválidos         | Votos Inválidos                   | 1 355  | 4,37 / 100,00   | 1,82  |
| Total                   | Total                             | 30 996 | 100,00 / 100,00 |       |
| Eleitorado/Participação | Eleitorado/Participação           | 38 112 | 81,33 / 100,00  | 6,92  |

### Povoação
| Partido                 | Partido                   | Votos | %               | +/-  |
| ----------------------- | ------------------------- | ----- | --------------- | ---- |
|                         | Partido Social Democrata  | 2 934 | 63,95 / 100,00  | 4,07 |
|                         | Partido Socialista        | 867   | 18,90 / 100,00  | 1,51 |
|                         | Centro Democrático Social | 455   | 9,92 / 100,00   | 2,19 |
|                         | Aliança Povo Unido        | 66    | 1,44 / 100,00   | 0,45 |
|                         | PCTP/MRPP                 | 55    | 1,20 / 100,00   | 0,42 |
|                         | Outros                    | 68    | 1,48 / 100,00   |      |
| Votos Inválidos         | Votos Inválidos           | 143   | 3,12 / 100,00   | 0,70 |
| Total                   | Total                     | 4 588 | 100,00 / 100,00 |      |
| Eleitorado/Participação | Eleitorado/Participação   | 5 354 | 85,69 / 100,00  | 3,79 |

### Ribeira Grande
| Partido                 | Partido                           | Votos  | %               | +/-  |
| ----------------------- | --------------------------------- | ------ | --------------- | ---- |
|                         | Partido Social Democrata          | 6 449  | 47,72 / 100,00  | 2,30 |
|                         | Partido Socialista                | 3 895  | 28,82 / 100,00  | 4,43 |
|                         | Centro Democrático Social         | 1 219  | 9,02 / 100,00   | 0,50 |
|                         | União Democrática Popular         | 291    | 2,15 / 100,00   | -    |
|                         | Aliança Povo Unido                | 284    | 2,10 / 100,00   | 1,15 |
|                         | PCTP/MRPP                         | 276    | 2,04 / 100,00   | 1,14 |
|                         | Partido Socialista Revolucionário | 178    | 1,32 / 100,00   | -    |
| Votos Inválidos         | Votos Inválidos                   | 923    | 6,83 / 100,00   | 2,04 |
| Total                   | Total                             | 13 515 | 100,00 / 100,00 |      |
| Eleitorado/Participação | Eleitorado/Participação           | 15 991 | 84,52 / 100,00  | 5,99 |

### Santa Cruz da Graciosa
| Partido                 | Partido                   | Votos | %               | +/-  |
| ----------------------- | ------------------------- | ----- | --------------- | ---- |
|                         | Partido Social Democrata  | 2 000 | 64,41 / 100,00  | 0,22 |
|                         | Partido Socialista        | 835   | 26,89 / 100,00  | 1,93 |
|                         | Centro Democrático Social | 39    | 1,26 / 100,00   | 0,02 |
|                         | Aliança Povo Unido        | 35    | 1,13 / 100,00   | 0,31 |
|                         | Outros                    | 76    | 2,45 / 100,00   |      |
| Votos Inválidos         | Votos Inválidos           | 120   | 3,86 / 100,00   | 1,64 |
| Total                   | Total                     | 3 105 | 100,00 / 100,00 |      |
| Eleitorado/Participação | Eleitorado/Participação   | 4 034 | 76,97 / 100,00  | 7,87 |

### Santa Cruz das Flores
| Partido                 | Partido                   | Votos | %               | +/-  |
| ----------------------- | ------------------------- | ----- | --------------- | ---- |
|                         | Partido Social Democrata  | 769   | 55,64 / 100,00  | 7,68 |
|                         | Partido Socialista        | 306   | 22,14 / 100,00  | 2,58 |
|                         | Centro Democrático Social | 199   | 14,40 / 100,00  | 0,85 |
|                         | Aliança Povo Unido        | 31    | 2,24 / 100,00   | 1,71 |
|                         | União Democrática Popular | 15    | 1,09 / 100,00   | -    |
|                         | Outros                    | 19    | 1,38 / 100,00   |      |
| Votos Inválidos         | Votos Inválidos           | 43    | 3,11 / 100,00   | 0,22 |
| Total                   | Total                     | 1 382 | 100,00 / 100,00 |      |
| Eleitorado/Participação | Eleitorado/Participação   | 1 725 | 80,12 / 100,00  | 6,75 |

### São Roque do Pico
| Partido                 | Partido                   | Votos | %               | +/-  |
| ----------------------- | ------------------------- | ----- | --------------- | ---- |
|                         | Partido Social Democrata  | 1 151 | 54,55 / 100,00  | 0,29 |
|                         | Partido Socialista        | 762   | 36,11 / 100,00  | 0,26 |
|                         | Aliança Povo Unido        | 40    | 1,90 / 100,00   | 0,52 |
|                         | Centro Democrático Social | 30    | 1,42 / 100,00   | 1,73 |
|                         | Outros                    | 46    | 2,19 / 100,00   |      |
| Votos Inválidos         | Votos Inválidos           | 81    | 3,84 / 100,00   | 0,45 |
| Total                   | Total                     | 2 110 | 100,00 / 100,00 |      |
| Eleitorado/Participação | Eleitorado/Participação   | 2 584 | 81,66 / 100,00  | 4,12 |

### Velas
| Partido                 | Partido                   | Votos | %               | +/-   |
| ----------------------- | ------------------------- | ----- | --------------- | ----- |
|                         | Partido Social Democrata  | 1 832 | 55,10 / 100,00  | 12,13 |
|                         | Centro Democrático Social | 896   | 26,95 / 100,00  | 20,26 |
|                         | Partido Socialista        | 374   | 11,25 / 100,00  | 5,04  |
|                         | União Democrática Popular | 47    | 1,41 / 100,00   | -     |
|                         | Aliança Povo Unido        | 43    | 1,29 / 100,00   | 0,75  |
|                         | Outros                    | 41    | 1,23 / 100,00   |       |
| Votos Inválidos         | Votos Inválidos           | 92    | 2,77 / 100,00   | 1,22  |
| Total                   | Total                     | 3 325 | 100,00 / 100,00 |       |
| Eleitorado/Participação | Eleitorado/Participação   | 3 925 | 84,71 / 100,00  | 1,74  |

### Vila do Porto
| Partido                 | Partido                   | Votos | %               | +/-   |
| ----------------------- | ------------------------- | ----- | --------------- | ----- |
|                         | Partido Social Democrata  | 1 465 | 44,38 / 100,00  | 12,34 |
|                         | Partido Socialista        | 1 022 | 30,96 / 100,00  | 7,47  |
|                         | Centro Democrático Social | 464   | 14,06 / 100,00  | 3,48  |
|                         | Aliança Povo Unido        | 90    | 2,73 / 100,00   | 1,50  |
|                         | União Democrática Popular | 51    | 1,54 / 100,00   | -     |
|                         | PCTP/MRPP                 | 34    | 1,03 / 100,00   | 0,40  |
|                         | Outros                    | 22    | 0,67 / 100,00   |       |
| Votos Inválidos         | Votos Inválidos           | 153   | 4,63 / 100,00   | 0,37  |
| Total                   | Total                     | 3 301 | 100,00 / 100,00 |       |
| Eleitorado/Participação | Eleitorado/Participação   | 4 237 | 77,91 / 100,00  | 2,95  |

### Vila Franca do Campo
| Partido                 | Partido                           | Votos | %               | +/-   |
| ----------------------- | --------------------------------- | ----- | --------------- | ----- |
|                         | Partido Social Democrata          | 3 030 | 51,99 / 100,00  | 2,21  |
|                         | Partido Socialista                | 1 452 | 24,91 / 100,00  | 10,83 |
|                         | Centro Democrático Social         | 426   | 7,31 / 100,00   | 0,12  |
|                         | Aliança Povo Unido                | 246   | 4,22 / 100,00   | 2,52  |
|                         | União Democrática Popular         | 163   | 2,80 / 100,00   | -     |
|                         | PCTP/MRPP                         | 109   | 1,87 / 100,00   | 1,20  |
|                         | Partido Socialista Revolucionário | 62    | 1,06 / 100,00   | -     |
| Votos Inválidos         | Votos Inválidos                   | 340   | 5,84 / 100,00   | 3,22  |
| Total                   | Total                             | 5 828 | 100,00 / 100,00 |       |
| Eleitorado/Participação | Eleitorado/Participação           | 6 806 | 85,63 / 100,00  | 8,80  |

### Vila Praia da Vitória
| Partido                 | Partido                   | Votos  | %               | +/-  |
| ----------------------- | ------------------------- | ------ | --------------- | ---- |
|                         | Partido Social Democrata  | 5 970  | 49,96 / 100,00  | 5,88 |
|                         | Partido Socialista        | 4 337  | 36,30 / 100,00  | 4,60 |
|                         | Centro Democrático Social | 741    | 6,20 / 100,00   | 0,57 |
|                         | Aliança Povo Unido        | 206    | 1,72 / 100,00   | 0,47 |
|                         | União Democrática Popular | 136    | 1,14 / 100,00   | -    |
|                         | Outros                    | 190    | 1,59 / 100,00   |      |
| Votos Inválidos         | Votos Inválidos           | 369    | 3,09 / 100,00   | 1,02 |
| Total                   | Total                     | 11 949 | 100,00 / 100,00 |      |
| Eleitorado/Participação | Eleitorado/Participação   | 14 547 | 82,14 / 100,00  | 3,80 |